# Bob A Thousand Lives Enhanced Edition
A Bob A Thousand Lives Enhanced Edition egy sötét témájú platformer-akció játék, amelyet Putnai Csaba 27 hónapig fejlesztett és 2023 júniusában jelenik meg az Epic Games Store-ban. A játék előző verziója a Bob: A thousand lives, ami 2022 szeptemberében jelent meg a Windows platformon, akkor még némiképp nyers, béta szerű állapotban.
A játékban Bobot, egy elhagyott fiút irányítunk kalandjai során, akinek el kell kerülnie a múltját, amely egy gonosz köd-lény formájában próbálja megszakítani az Ő idővonalát, megakadályozva őt abban, hogy végre békében nyugodhasson.
A játékmenet klasszikusan nehéz, a 80-as- 90-es évek platformer játékainak játékmenetét idézi, pontosan kivitelezett időzítéseket igényel. Bob világában nem várhatunk segítséget vagy útmutatást, instrukciók nélkül kell felfedeznünk a játék világát és a kisfiú szívszorító történetét, ami a játék előrehaladtával memória szilánkok összegyűjtésével bontódik ki. Bobnak ugrálnia, futnia, másznia és harcolnia kell az ellenségekkel és az akadályokkal, miközben el kell kerülnie az őt üldőző köd-lényt, amely minden világtól elszakítaná örökre. A játékban több helyszín van, amelyek egykor a Bob életének meghatározó helyszínei, jelen környezetében már-már rémálom helyszínekké váltak. Bobnak különböző képességeket is használnia kell, például a fényt, amellyel tájékozódhat a sötét helyeken.
A történet Bob életének több szakaszát mutatja be, amelyekben különböző nehézségekkel és traumákkal kellett szembenéznie. A játék során többet megtudhatunk Bob múltjáról és motivációiról, valamint arról, hogy miért akarja elérni az örök békét, és vajon sikerül-e neki? A játék egyedi és depressziós hangulatot teremt, amelyet a kiváló grafika, a mesteri zene és a hanghatások erősítenek.
A fejlesztés Putnai Csaba magyar fejlesztő munkája volt, aki saját tapasztalatait és inspirációit használta fel a játék elkészítéséhez. A játék valósághű 2.5D grafikát használ, amelyet az Unreal Engine 4 motorral készített. A játék folyamatosan frissül és javul, új grafikákkal, effektekkel, animációkkal, szintekkel és feladatokkal bővül. A játék 2023 júniusában elérhető lesz az Epic Game Store-ban is.
A fogadtatás a játékot pozitívan értékelte, mind a kritikusok, mind a közönség részéről. A játék több díjat is nyert, többek között az IndieDB Indie of the Year 2022 és a GDWC 2023 rangsorokat. A játékot gyakran hasonlították a Playdead stílusú játékokhoz, mint például a Limbo vagy az Inside.